# Banamba
Banamba es una ciudad y comuna del círculo de Banamba, región de Kulikoró, Malí. Su población era de 30.180 habitantes en 2009.